# Феріє
Феріє (тур. Feriye) — палацовий імперський комплекс на європейській стороні Босфору у Стамбулі. В даний час комплекс перетворений в шкільні та університетські будівлі.

## Історія
Будівлю палацу Феріє побудовано за проектом знаменитого архітектора Саркиса Бальяна і здано в експлуатацію в 1871 султаном Абдул-Азізом. Палац будувався для потреб великої султанської сім'ї. Палац, побудований на додаток до палаців Чираган і Долмабахче, отримав назву «Феріє», що означає вторинний або допоміжний. Комплекс площею в 3 км², складався з трьох основних будівель, розташованих на набережній, будівлі для наложниць і двоповерхової будівлі для слуг у дворі та господарських будівель.
30 травня 1876 султан Абдул-Азіз був зміщений з трону своїми ж міністрами. Він разом з дружинами та дітьми був взятий під варту як державний злочинець. До палацу Феріє він переїхав добровільно, проте, через чотири дні був знайдений мертвим і, як вважали, наклав на себе руки. Після смерті Абдул-Азіза і навіть після зречення наступного султана, коли вони отримали свободу, сім'я Абдул-Азіза продовжувала жити в палаці.
Палацовий комплекс Феріє продовжував бути резиденцією султанської сім'ї аж до 3 березня 1924, коли був скасований халіфат і всі члени Династії були піддані примусовій депортації.
Будівлі палацу були порожні до 1927, коли частину з них зайняв Морський коледж. Ще частину будинків в 1928-1929 займав  Кабаташський ліцей .
У 1967 частину палацу відведено під жіночу секцію Галатасарайского ліцею, коли ліцей став навчати за змішаною гендерною програмою. Частина комплексу на північному сході довгі роки залишалася незатребуваною.
Морський коледж перетворений в  морську школу Стамбульського технічного університету  в 1981 і переїхав у Тузлу. Будівлі були порожні до 1982, коли вони були віддані під Анатолійську вищу морську школу Зії Кальвакана.
Будинки, які займала жіноча секція Галатасарайської школи, в 1992 передані Галатасарайському університету. Головна будівля, спочатку відома як прибережний палац Ібрагіма Тевфика Ефенді, використовується з факультетами університету, наприклад, юридичним факультетом, факультетом економіки та факультетом зв'язку, а також різними адміністративними офісами.
У 1995 частина палацу, що знаходилася в запущеному стані, була відреставрована Кабаташським фондом освіти та перетворена в висококласний ресторан «Feriye Lokantası».
Головна будівля, яке використовується Галатасарайським університетом, була серйозно пошкоджено під час пожежі 22 січня 2013. Міністерство культури заявило, що будівля буде повністю відновлена та продовжить використовуватися в освітніх цілях.